# Ospedaletto Euganeo
Ospedaletto Euganeo ist eine nordostitalienische Gemeinde (comune) mit 5564 Einwohnern (Stand 31. Dezember 2023) in der Provinz Padua in Venetien. Die Gemeinde liegt etwa 28,5 Kilometer südwestlich von Padua und grenzt unmittelbar an die Provinz Vicenza.

## Verkehr
Durch die Gemeinde führt die frühere Strada Statale 10 Padana Inferiore (heute eine Regionalstraße). Der Bahnhof von Ospedaletto Euganeo liegt an der Bahnstrecke von Mantua nach Monselice.